# Алекс Беренгер
Алехандро Беренгер (ісп. Alejandro Berenguer, нар. 4 липня 1995, Памплона) — іспанський футболіст, фланговий півзахисник клубу «Атлетік Більбао».

## Ігрова кар'єра
Народився 4 липня 1995 року в місті Памплона. Вихованець футбольної школи клубу «Осасуна» з рідного міста, в якій пройшов усі молодіжні категорії, а з початку 2014 року став виступати за резервну команду у Терсері.
10 вересня 2014 року Беренгер дебютував у складі першої команди «Осасуни», замінивши Кенана Кодро на 81-й хвилині матчу Кубка Іспанії проти «Депортіво Алавес» (0:2). 10 січня 2015 року в матчі проти «Рекреатіво» він дебютував з командою у Сегунді. Свій дебютний сезон у першій команді він завершив 13 матчами в чемпіонаті та 1 у Кубку, не забивши жодного гола. 30 серпня 2015 року в поєдинку проти «Мірандеса» Беренгер забив свій перший гол за «Осасуну».
У 2016 році Алекс допоміг команді вийти в вищий дивізіон і 22 вересня в матчі проти «Еспаньйола» він дебютував в Ла Лізі. Він забив свій перший гол у іспанській еліті 5 квітня 2017 року, забивши єдиний гол у гостьовому матчі з «Депортіво Алавес». Цей гол так і залишився диним для молодого нападника у чемпіонаті того розіграшу в 29 матчах, а «Осасуна» посівши передостаннє 19 місце вилетіла назад до Сегунди.
17 червня 2017 року Алекс перейшов в італійське «Торіно» за 5,5 мільйона євро (плюс 1 мільйон бонусів). Також було передбачено додатковий штраф в розмірі 1,5 мільйони євро, яке «Торіно» довелося б заплатити, якщо гравця буде продано в «Атлетік Більбао». Він дебютував у новому клубі 11 серпня 2017 року в матчі Кубка Італії проти «Трапані» (7:1), забивши свій перший гол на 35-й хвилині (третій у матчі для «Торо»). 20 серпня в матчі проти «Болоньї» він дебютував в італійській Серії А, а 11 грудня в поєдинку проти «Лаціо» Алекс забив свій перший гол за «Торіно». 25 липня 2019 року він дебютував у єврокубках, вийшовши в матчі кваліфікаційного раунду Ліги Європи проти «Дебрецена» (3:0). 9 листопада 2019 року він забив свій перший дубль у Серії А у грі проти «Брешії» (4:0). Загалом у складі туринського клубу Алекс провів наступні три роки своєї кар'єри гравця, зігравши у 97 іграх в усіх турнірах, в яких забив 10 голів.
2 жовтня 2020 року Беренгер повернувся до Іспанії, ставши гравцем клубу «Атлетік Більбао», з яким він підписав контракт на чотири сезони. Вартість трансферу становила приблизно 12 млн євро. Через два дні він дебютував за «роджібланко» в домашньому матчі проти «Алавеса» (1:0), а вже 18 жовтня на «Сан-Мамесі» Беренгер забив перший гол за нову команду у грі з «Леванте» (2:0). 17 січня 2021 року він виграв свій перший титул — Суперкубок Іспанії, вийшовши на заміну замість Іньякі Вільямса у додатковий час фінального матчу проти «Барселони» (3:2). Станом на 22 січня 2021 року відіграв за клуб з Більбао 15 матчів в національному чемпіонаті.

## Досягнення
«Атлетік» (Більбао)
- Володар Кубка Іспанії: 2023–24[14]
- Володар Суперкубка Іспанії: 2020